# (19243) Bunting
(19243) Bunting est un astéroïde de la ceinture principale.

## Description
(19243) Bunting est un astéroïde de la ceinture principale. Il fut découvert le 10 février 1994 à l'observatoire Palomar par Carolyn S. Shoemaker et Eugene M. Shoemaker. Il présente une orbite caractérisée par un demi-grand axe de 2,33 UA, une excentricité de 0,24 et une inclinaison de 23,7° par rapport à l'écliptique.

## Compléments